# لاس وگاس ولی
لاس وگاس ولی (به انگلیسی: Las Vegas Valley) یک منطقه کلان‌شهری در ایالات متحده آمریکا است که در نوادا واقع شده‌است. لاس وگاس ولی ۲٬۲۲۷٬۰۵۳ نفر جمعیت دارد.

## شهرها
- هندرسون، نوادا
- لاس وگاس
- لاس وگاس شمالی، نوادا

## مناطق سرشماری شده
- بلو دایموند، نوادا
- انترپرایز، نوادا
- پارادایس، نوادا
- اسپرینگ ولی، نوادا
- سامرلین ساوث، نوادا
- سانرایز منور، نوادا
- ویتنی، نوادا
- وینچستر، نوادا

## فروشگاه‌های مهم
- فروشگاه کادویی بونانزا
- The Boulevard Mall
- د کریستالز
- Downtown Summerlin
- Galleria at Sunset
- گرند کانال شاپس
- Fashion Outlets of Las Vegas
- فشن شو مال
- د فوروم شاپس ات سیزرز
- Las Vegas Premium Outlets
- Meadows Mall
- میرکل مایل شاپس
- استراتوسفر لاس وگاس
- The Shops at Summerlin Centre
- پالاتزو
- Tivoli Village
- Town Square

## نگارخانه

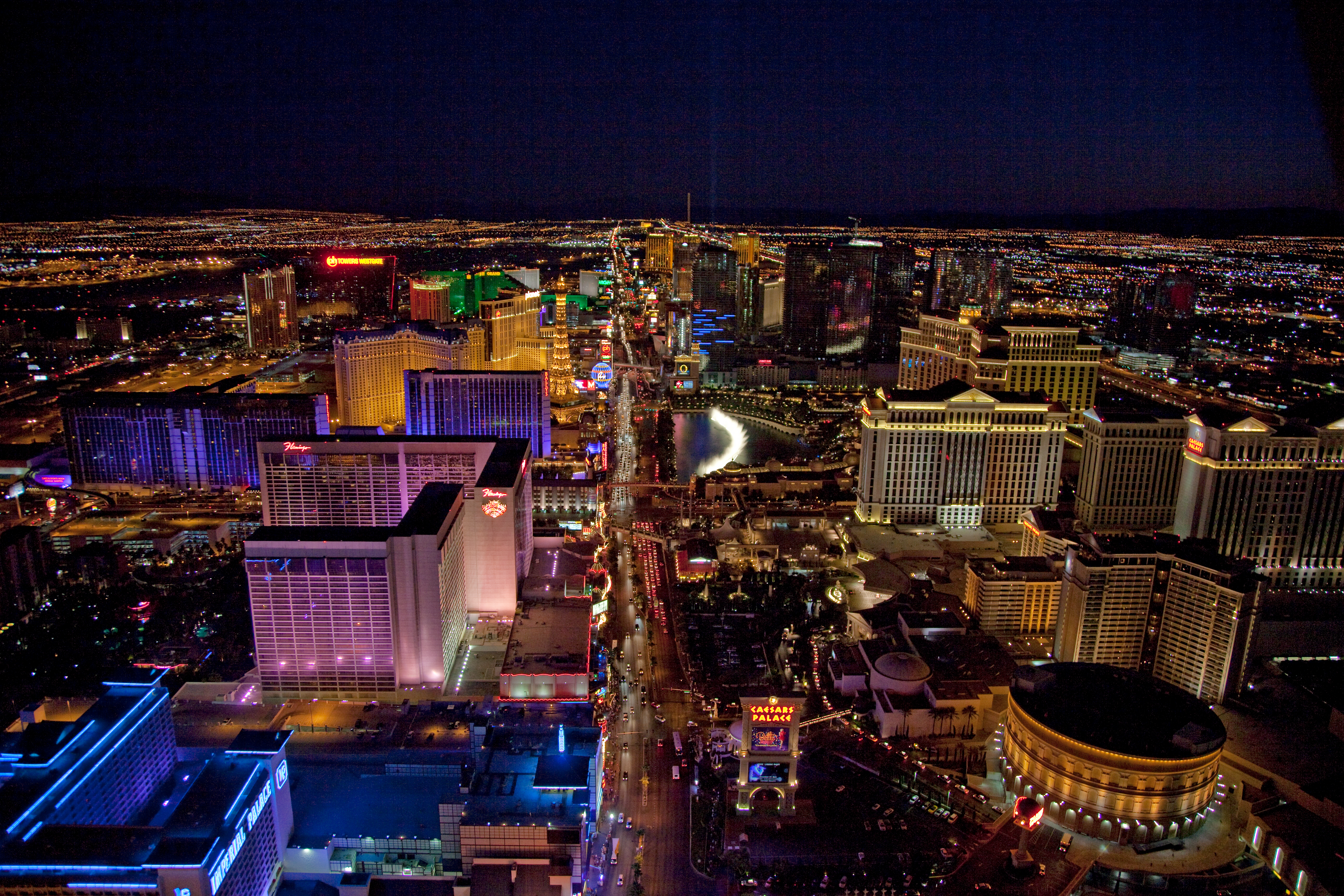
لاس وگاس استریپ
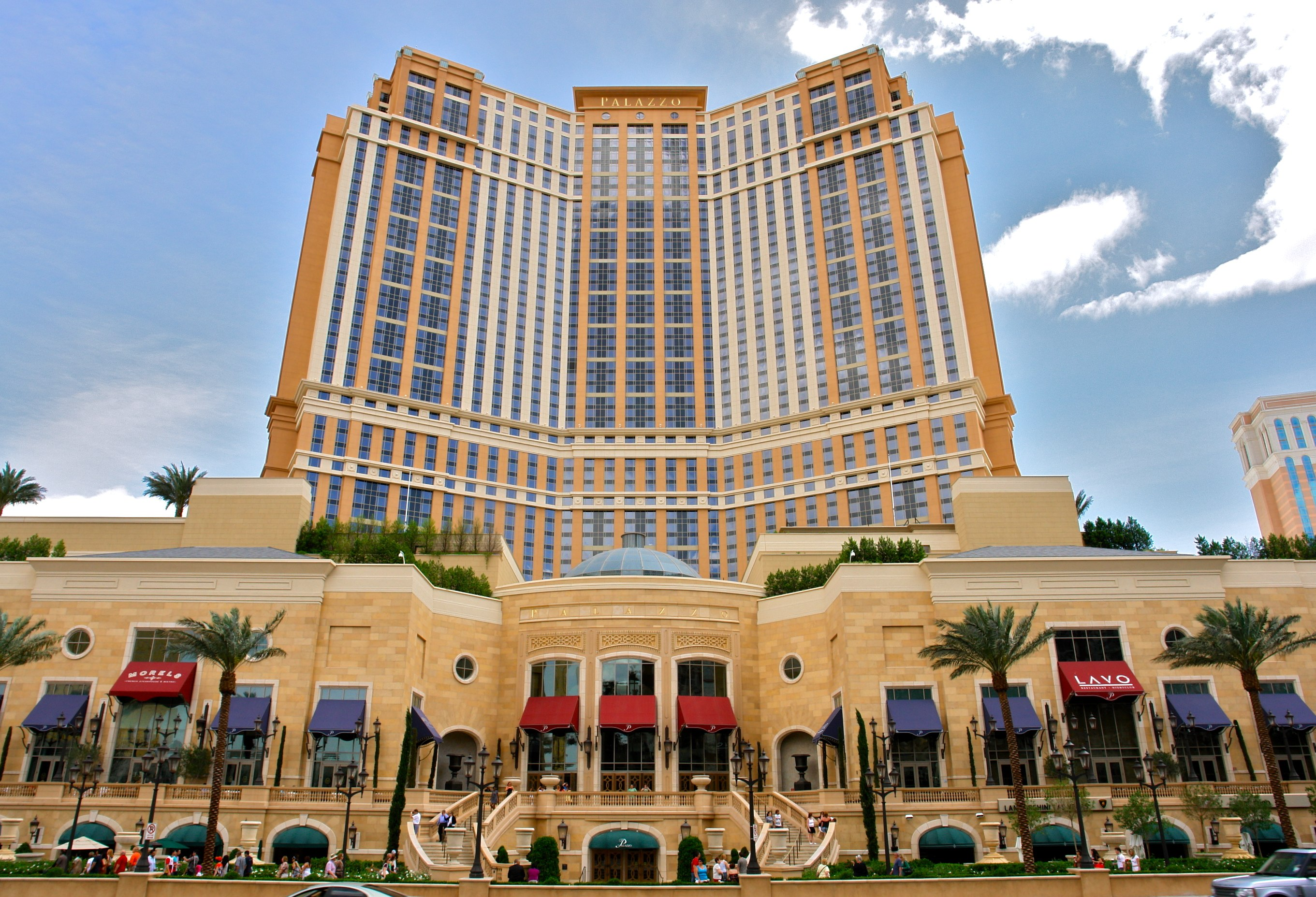
پالاتزو
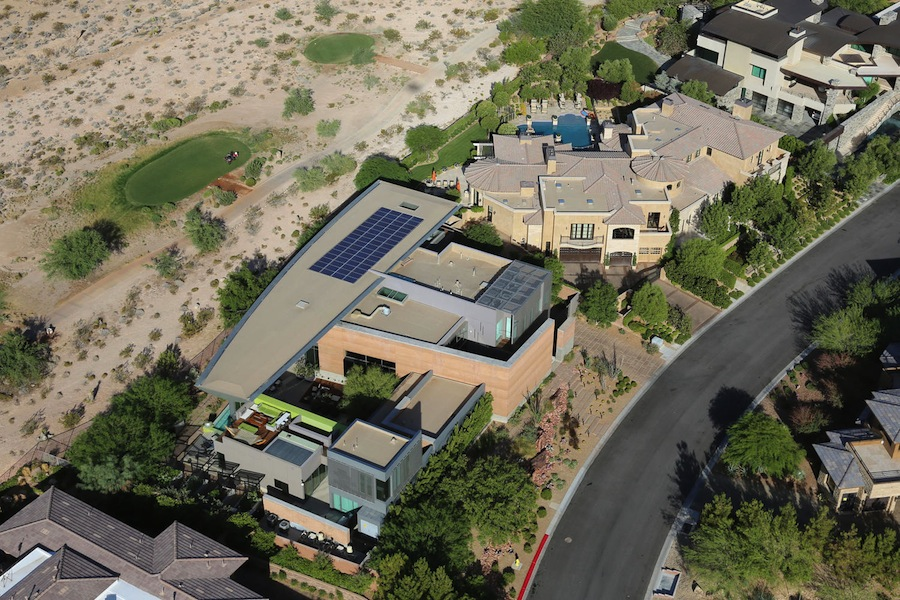
سامرلین ساوث، نوادا
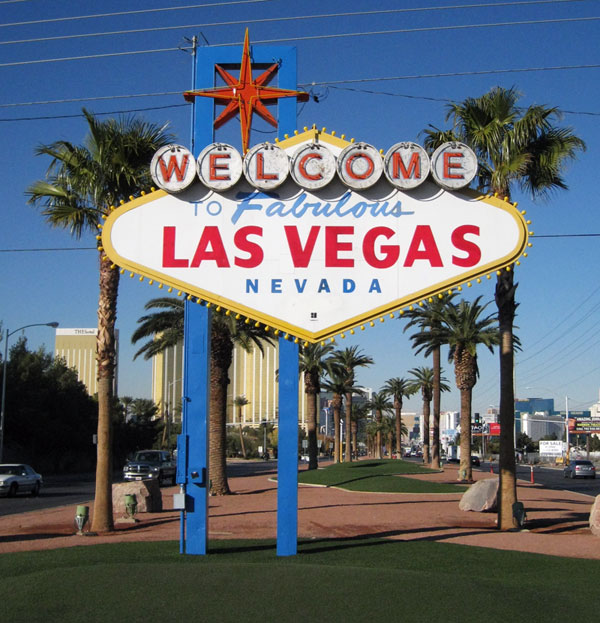
به لاس وگاس افسانه‌ای خوش آمید
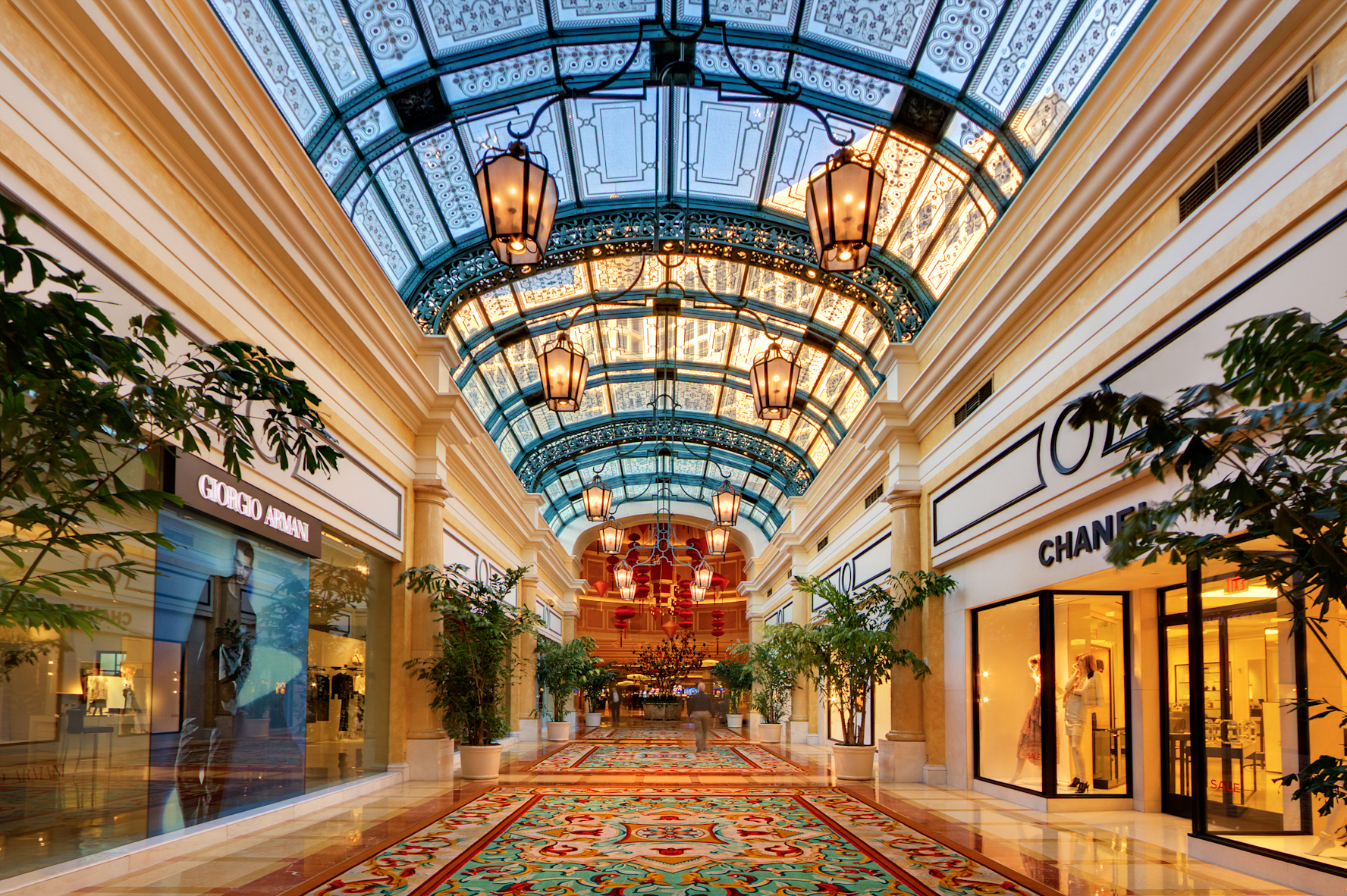
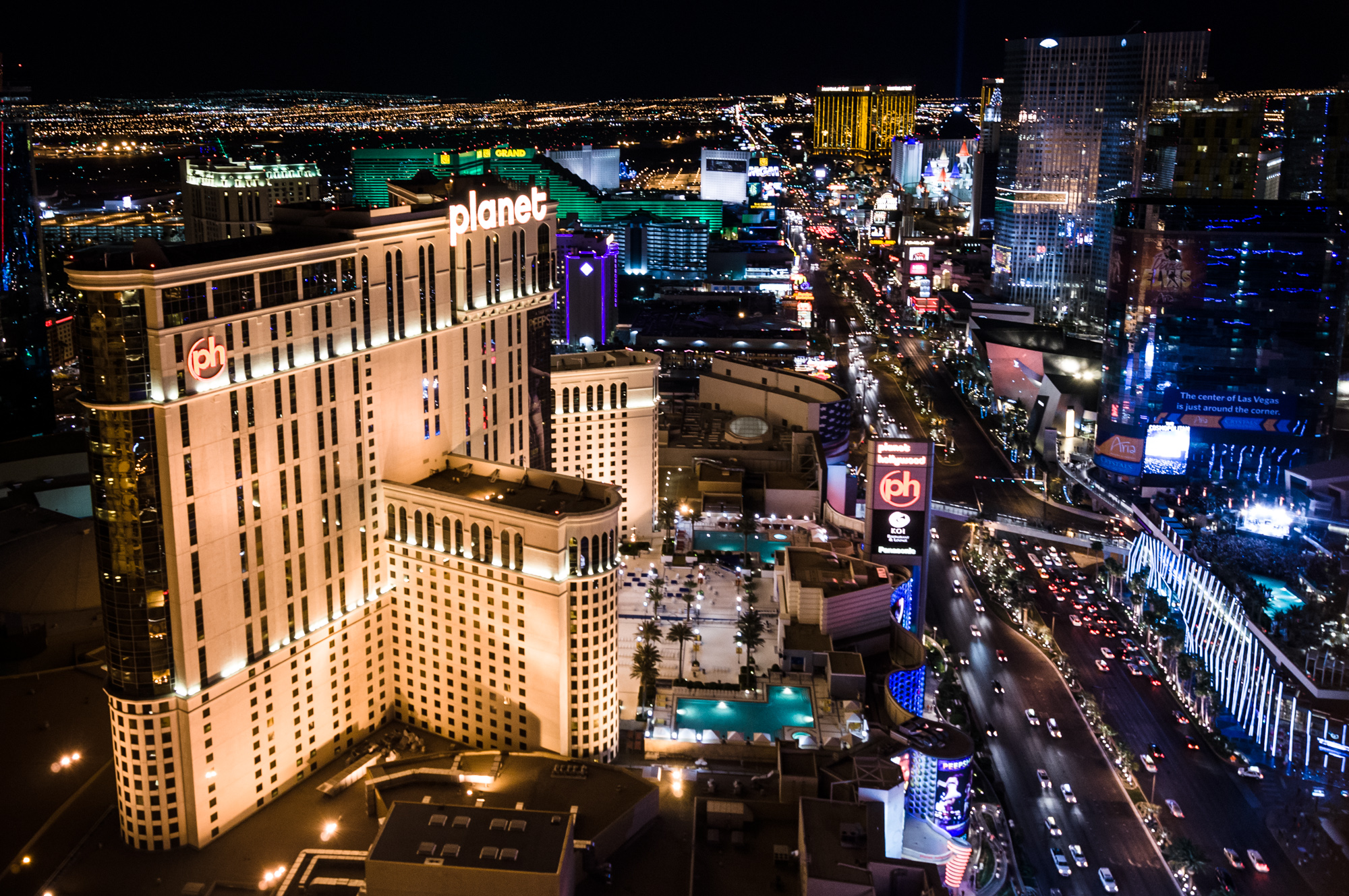
بلوار لاس وگاس facing south و هتل و کازینوی پلانت هالیوود
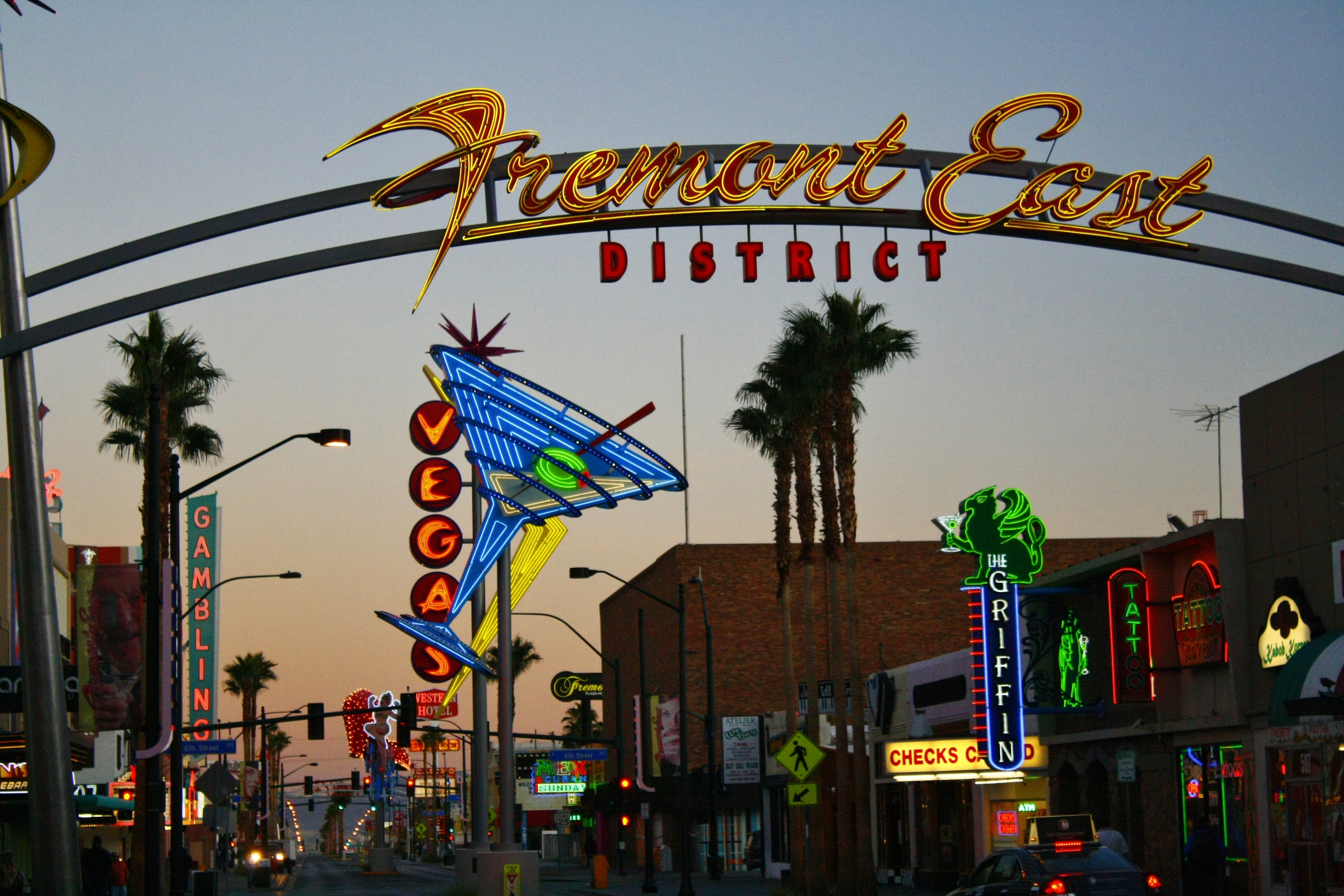
Fremont East
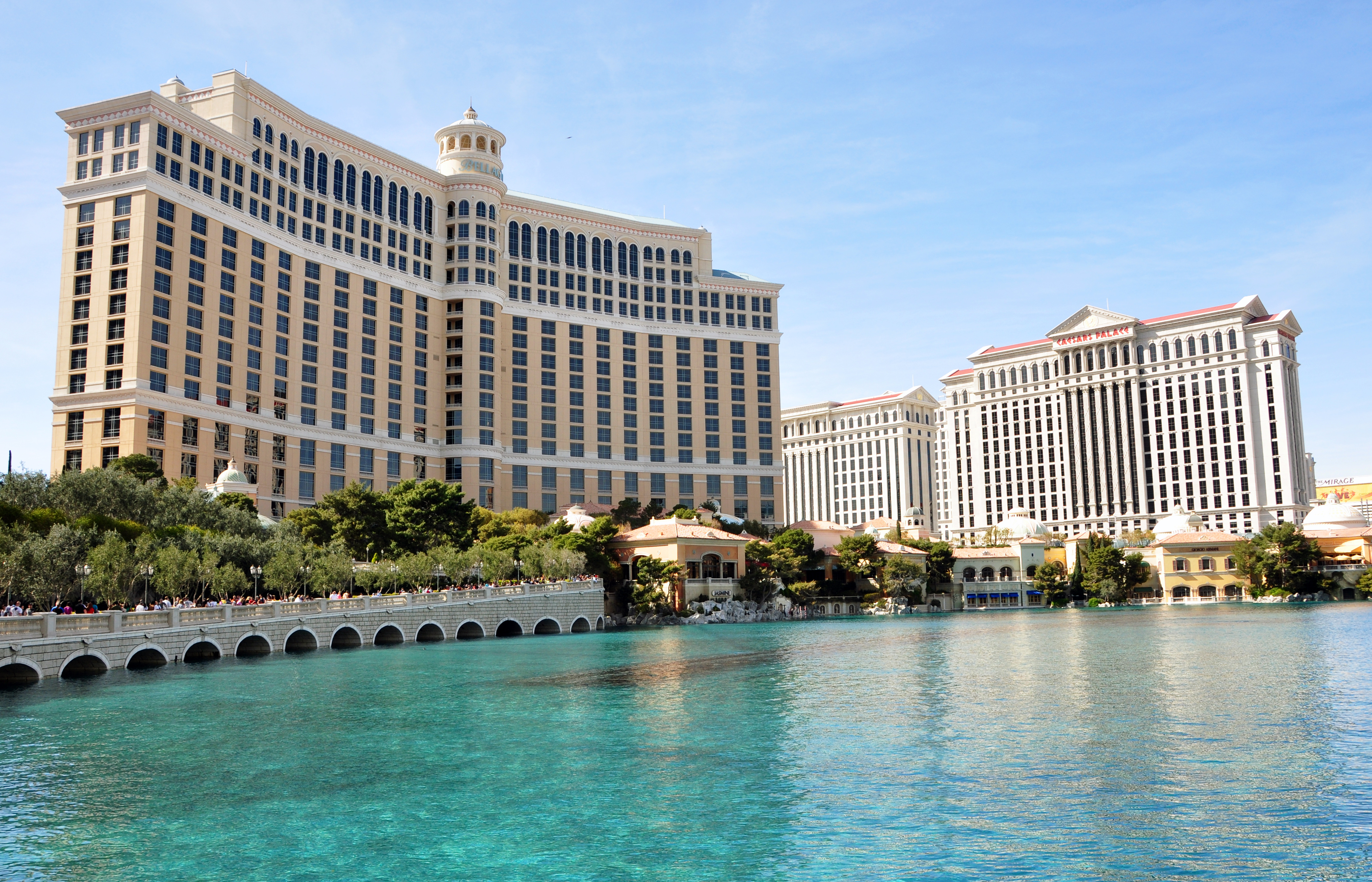
The بلاژیو (چپ) و سیزرز پالاس (راست)
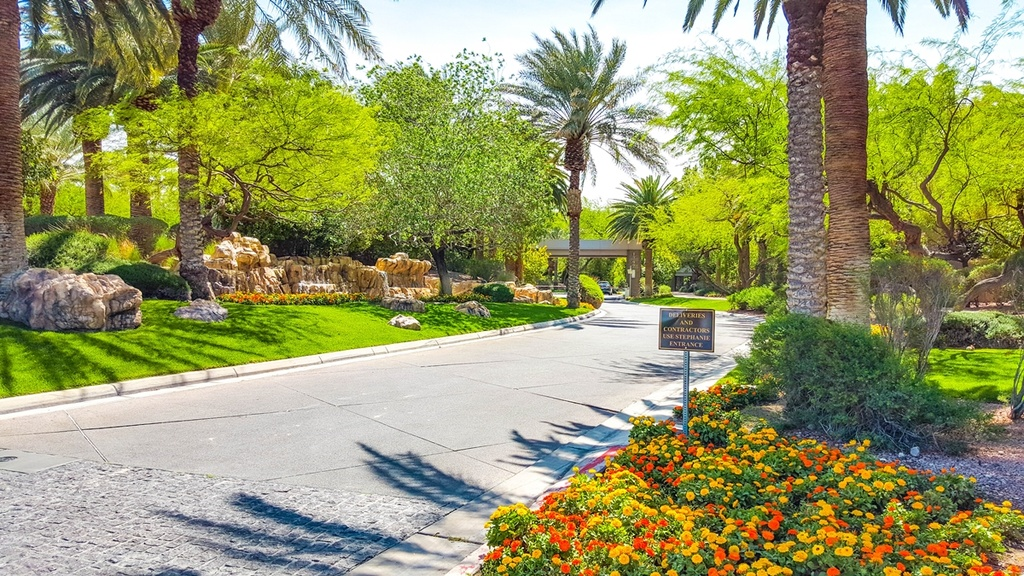
مک دونالد هایلند،  یکی از محله‌های ثروتمند منطقه
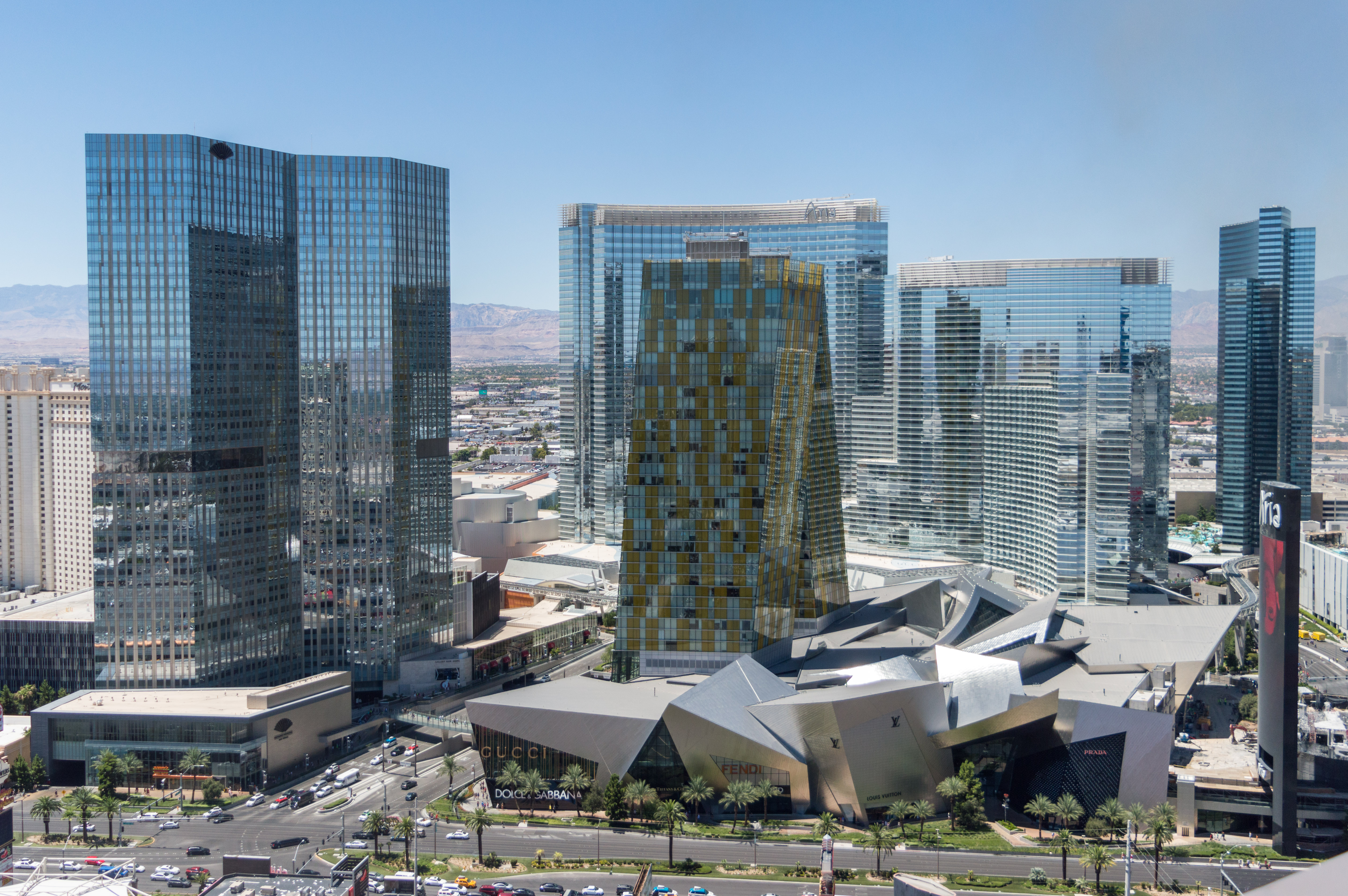
مجمتع‌های مرکز شهر
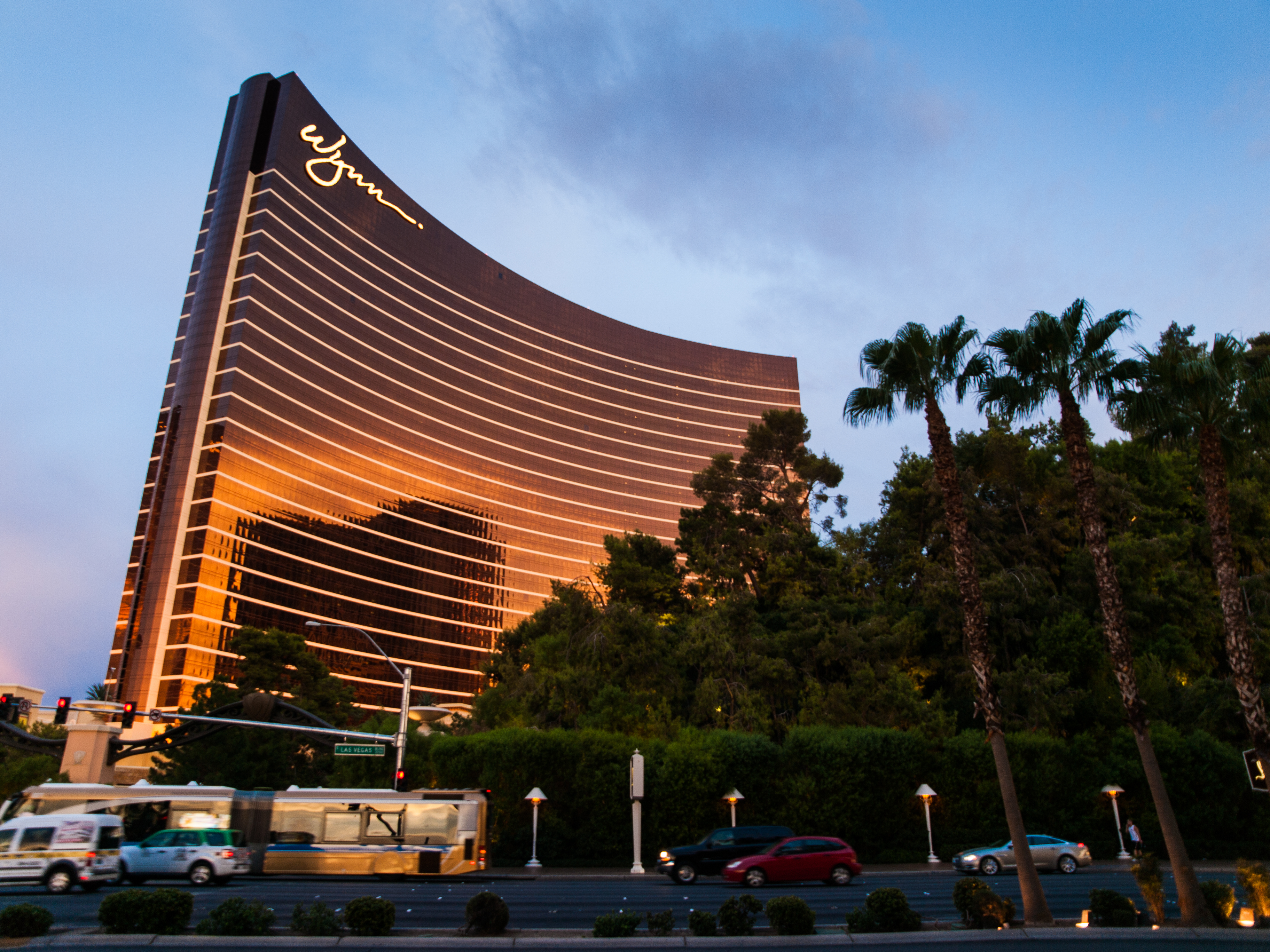
وین لاس وگاس
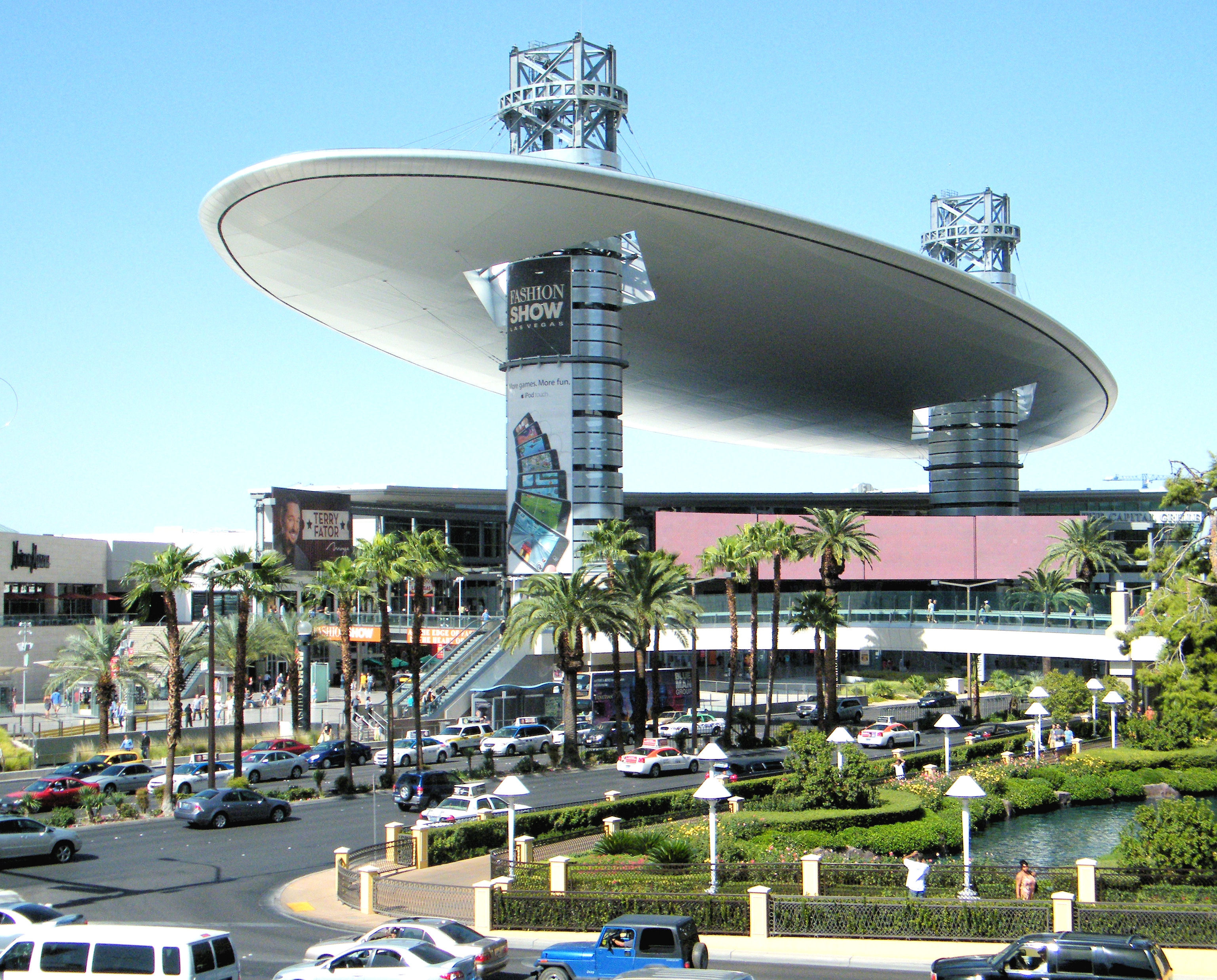
مرکز خرید  نمایش مد
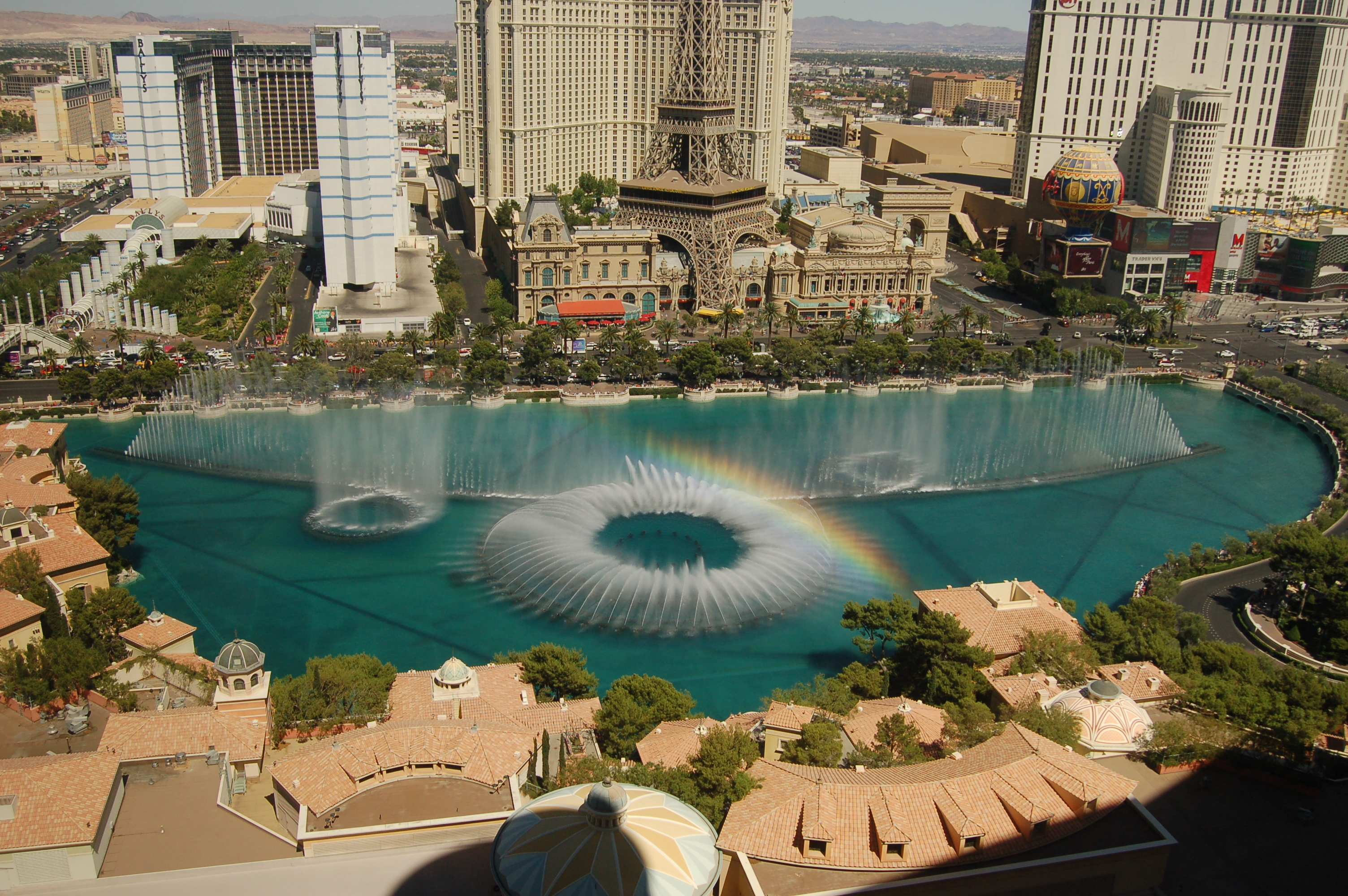
بلاژیو
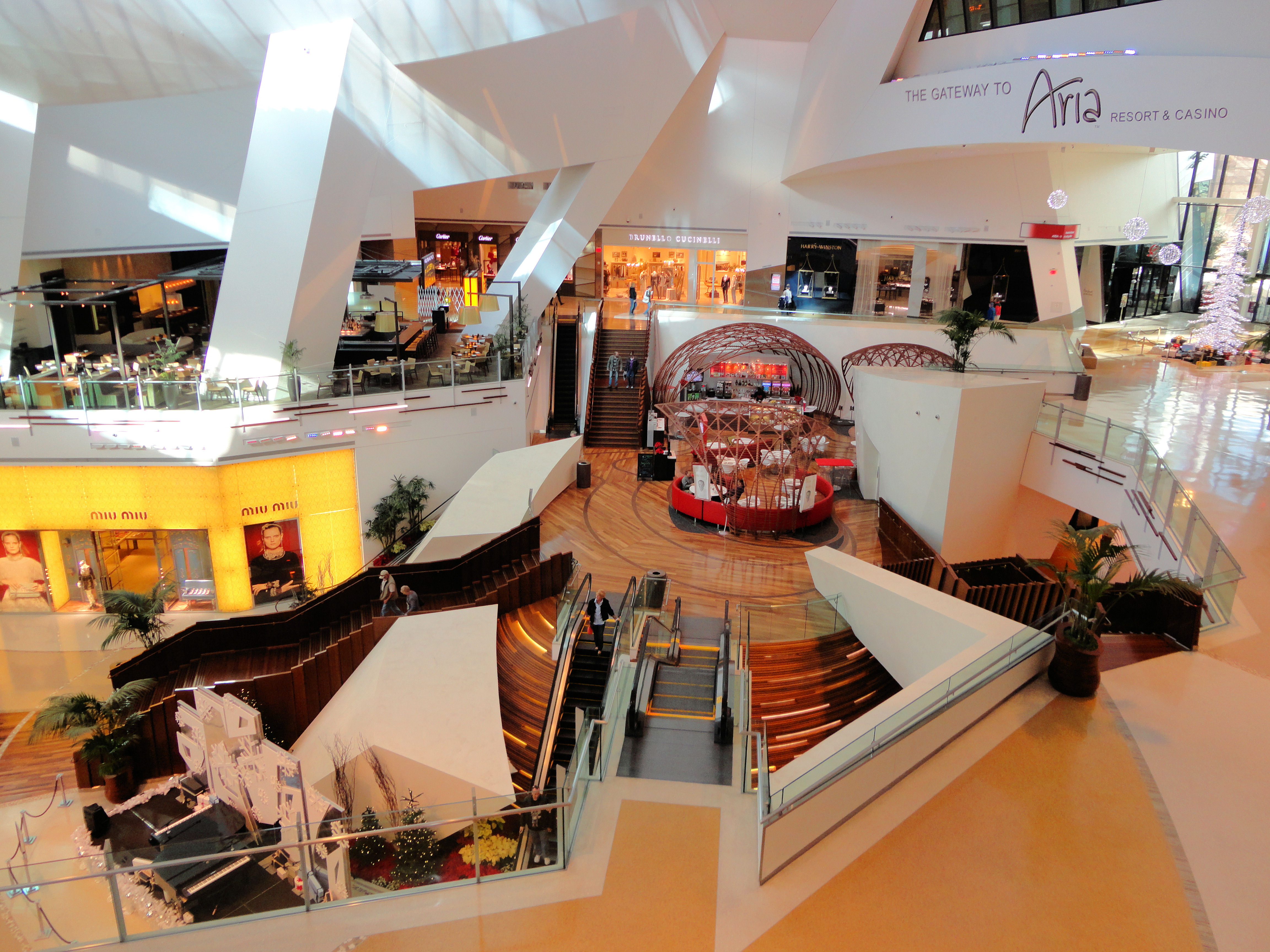
د کریستالز
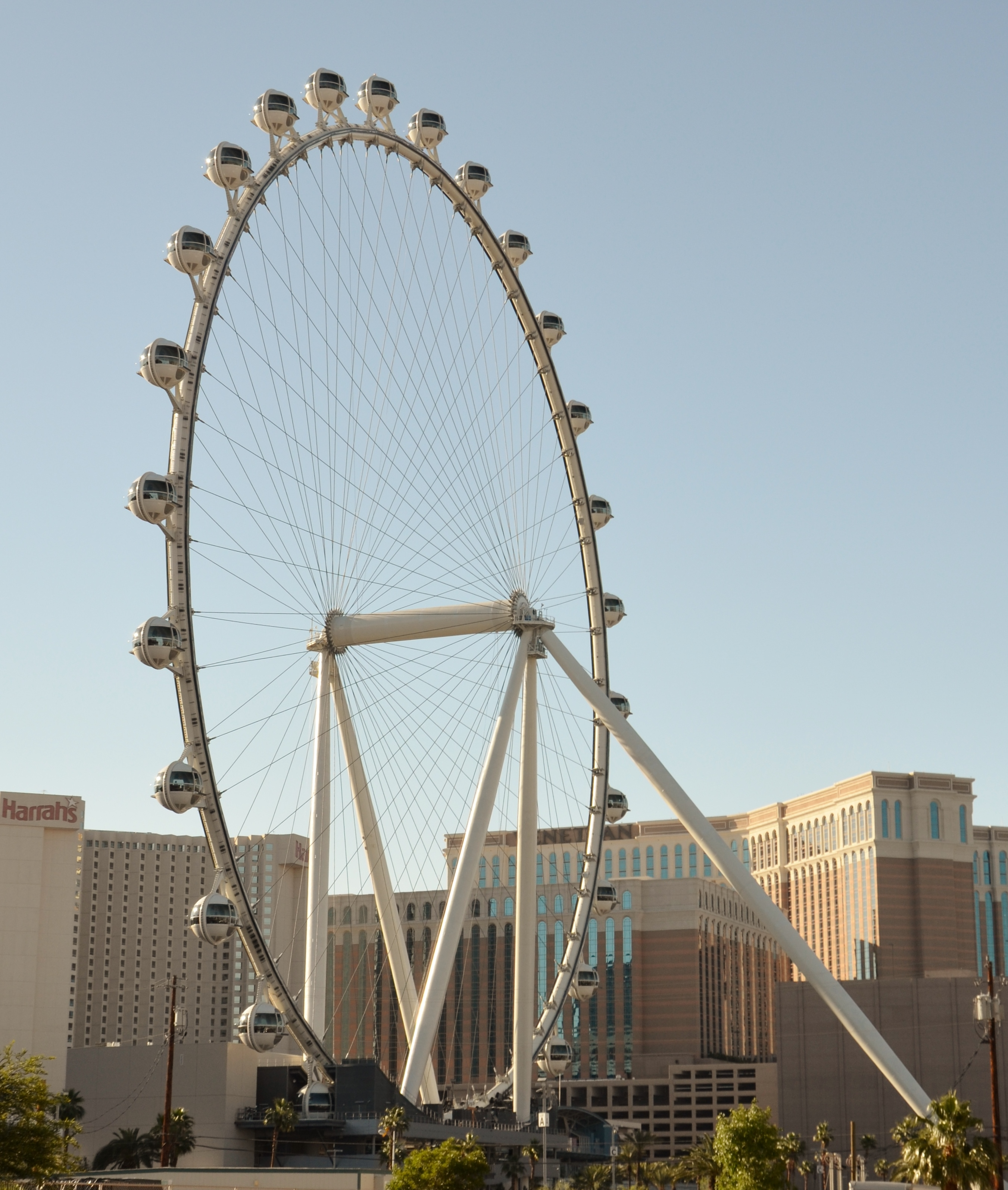
بلندترین چرخ فلک تماشایی در جهان
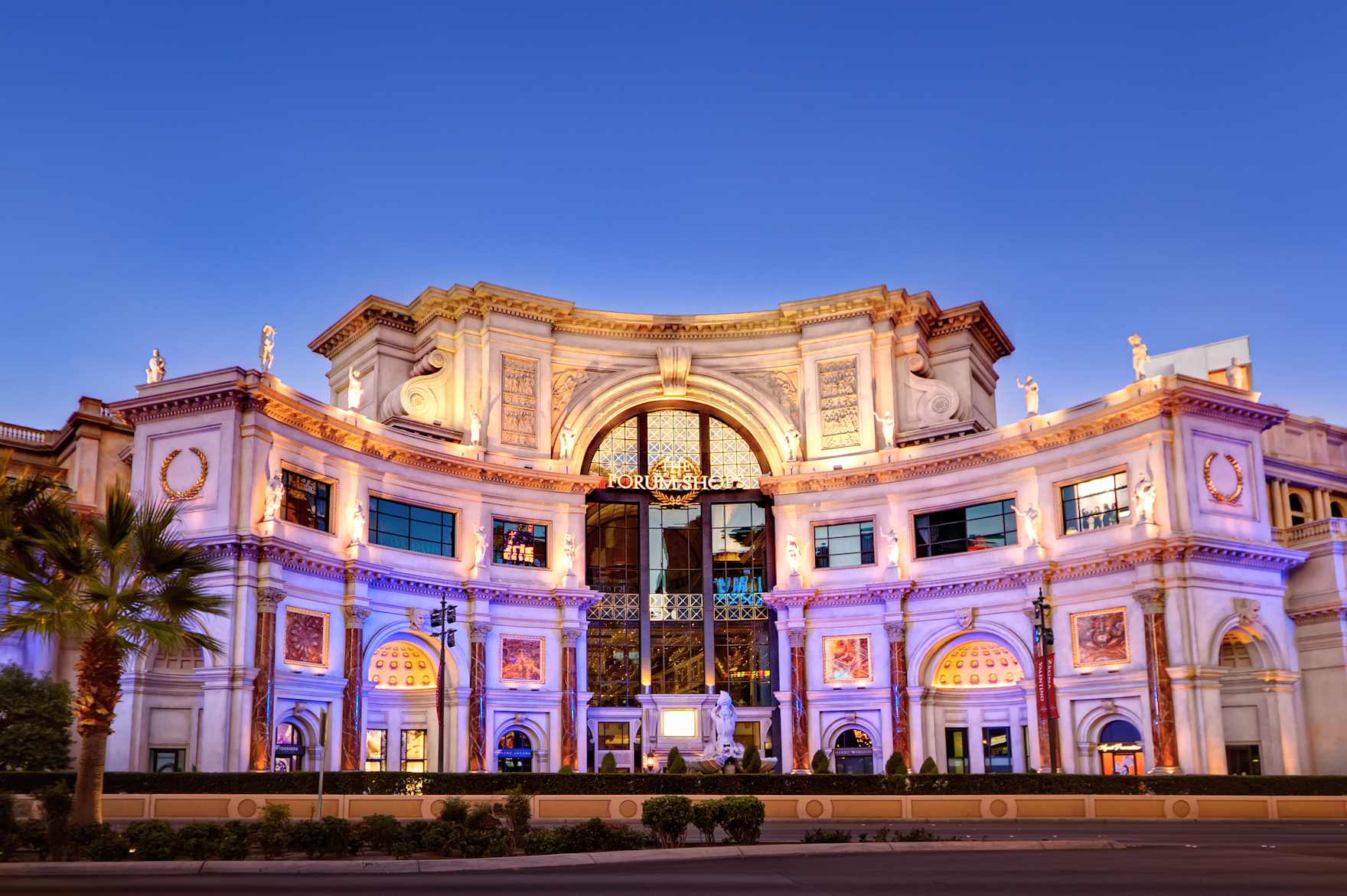
د فوروم شاپس ات سیزرز
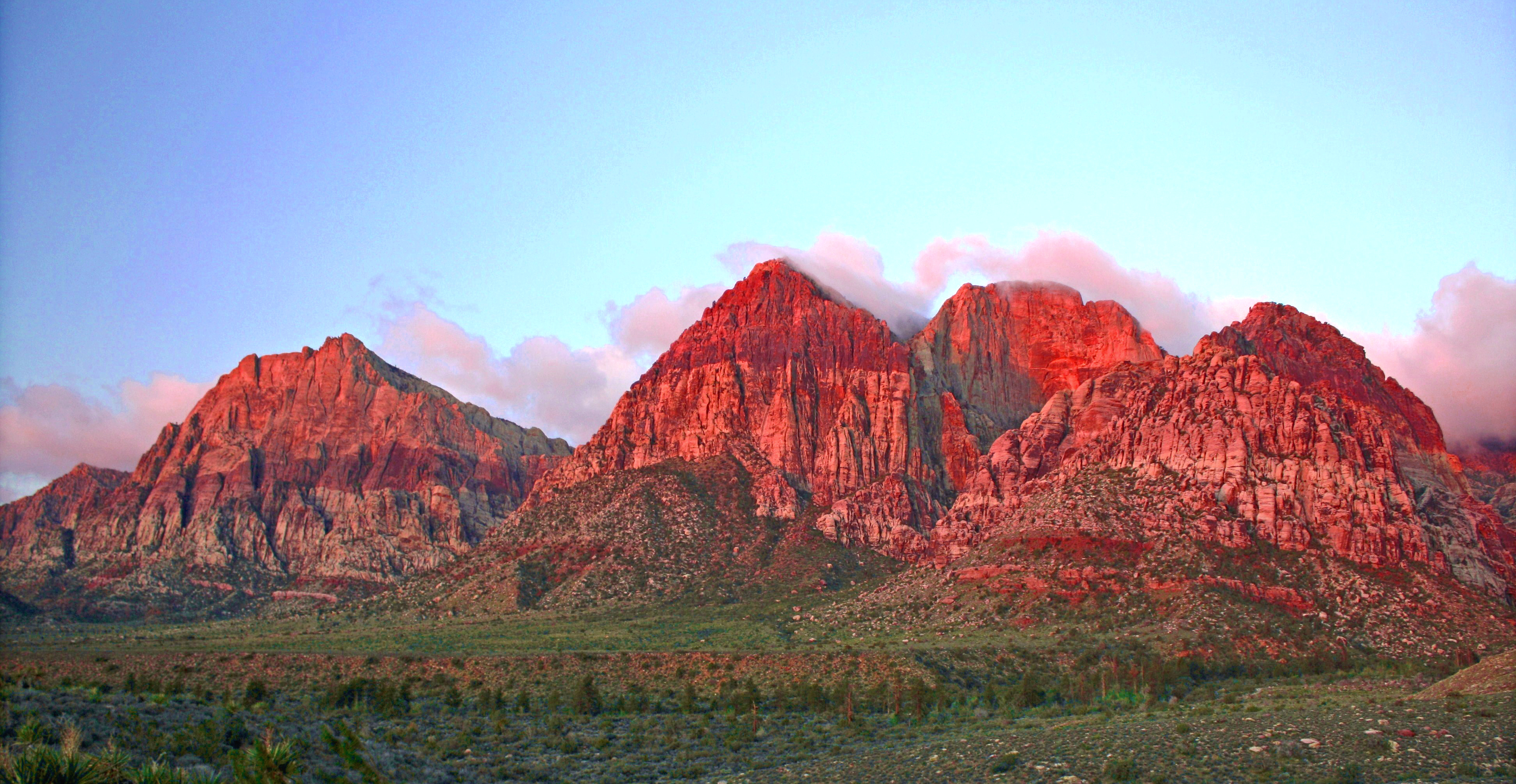
منطقه حفاظت از محیط زیست رد راک کانیون